# Karl Hermann Wolf
Karl Hermann Wolf (Eger, Boemia, 27 gennaio 1862 – Vienna, 11 giugno 1941) è stato un politico, editore e scrittore ceco di lingua tedesca.
Studente di filologia all'Università Carolina di Praga, fu principale esponente dell'irredentismo tedesco in Boemia. Fuggì in seguito a Lipsia, per evitare un processo su dei disordini avvenuti nel 1881 nella capitale ceca. Guarito da una meningite ivi contratta, vi svolse l'attività di insegnante, e in seguito rientrò nel territorio dell'Impero asburgico.
Divenne giornalista, e a Vienna, col supporto del politico Georg von Schönerer, fondò nel 1890 il quotidiano Deutschnationale Zeitung, e in seguito, l'Ostdeutsche Rundschau. Entrato in politica, nel 1897 fu eletto alla Camera dei deputati del Reichsrat austriaco nelle file del Deutschnationale Bewegung, e in quello stesso anno si rese protagonista di un feroce scontro con il conte polacco Kazimierz Badeni, ministro dell'interno, sulla questione della lingua tedesca in Boemia.
Uscito nel 1901 dalla formazione politica di Schönerer, fondò un proprio partito, il Partito Radicale Tedesco (DRP), col quale fu rieletto nel 1907 e nel 1911 al parlamento di Vienna. Fu autore di diversi scritti di carattere politico e propagandistico, tutti inerenti alla questione della popolazione germanofona in Boemia, che tra l'altro furono di ispirazione a Hitler per la questione dei Sudeti, dallo stesso sollevata con la sua ascesa al potere nel 1933.